# Callicostella chlorina
Callicostella chlorina är en bladmossart som beskrevs av Brotherus 1907. Callicostella chlorina ingår i släktet Callicostella och familjen Hookeriaceae. Inga underarter finns listade i Catalogue of Life.